# Djaafar Khemdoudi
Djaafar Khemdoudi (en arabe : جَعْفَر خَمْدُودِي) ou Jean Djaafar Khemdoudi, né le 12 novembre 1917 à Aumale (aujourd'hui Sour El Ghozlane dans la wilaya de Bouira) et mort le 26 juillet 2011 à Lyon, est un résistant français d'origine algérienne de la Seconde Guerre mondiale.
Par son action, il sauve de nombreux réfractaires au STO ainsi que des Juifs de Saint-Fons et Vénissieux.
Déporté au camp de concentration de Neuengamme, à celui de Malchow et enfin à Ravensbrück, il parvient à survivre et à rentrer en France.
Djaafar Khemdoudi s'éteint en 2011 à Lyon.

## Biographie

### Naissance et jeunesse
Il naît à Sour El-Ghozlane le 12 novembre 1917. Les Khemdoudi sont une famille de la ville, où ils possèdent quelques terres ; l'un d'entre eux, Louakal ben Laggoun Khemdoudi est brigadier dans le 1er régiment de spahis algériens pendant dix-sept ans, où il cumule 10 campagnes et reçoit la médaille militaire en 1930, avant d'être pensionné comme ancien combattant.
En 1931, il est diplômé de l'« École indigène »,, un type d'écoles coloniales françaises enseignant la langue française et les rudiments de l'éducation française à certains indigènes en Algérie française, et en Nouvelle-Calédonie.
Son père est tailleur. À ses 17 ans, en 1934, il quitte le domicile familial après une dispute avec son père pour se rendre à Marseille, puis en Moselle, où il trouve un emploi. En 1936, il publie dans L'Écho d'Alger une déclaration en soutien à Jacques Duroux, sénateur socialiste de l'Algérie et propriétaire du journal, qui s'était engagé à soutenir la représentation des indigènes algériens au Parlement, il le remercie de ses efforts pour les « musulmans français ».
Après une affaire personnelle, il quitte la Moselle pour se rendre à Lyon. Il s'installe au 133 rue Bugeaud, dans le 6e arrondissement de Lyon.

### Engagement dans la Résistance et déportation
Mobilisé en 1939 à l'âge de 22 ans, il dirige un bataillon de soldats maghrébins grâce à sa maîtrise de la langue française.
Après la capitulation de la France, il rejoint la Résistance le 1er décembre 1942,.
Il est poussé à rejoindre le Service de travail obligatoire allemand en qualité d'interprète par l'Armée Secrète, ce qu'il fait avec zèle,.

Là, il délivre des faux certificats pour les réfractaires ; il aide des Juifs à préparer leur évasion et leur clandestinité et alerte les autres résistants qu'il sait surveillés,. Dans ce cadre là, il est en contact avec Georges Durand, surnommé « Doris » ou « Dubreuil », l'un des responsables de Combat et des maquis du Grésivaudan, déporté plus tard à Buchenwald, qui cache notamment les jeunes réfractaires dans des fermes.

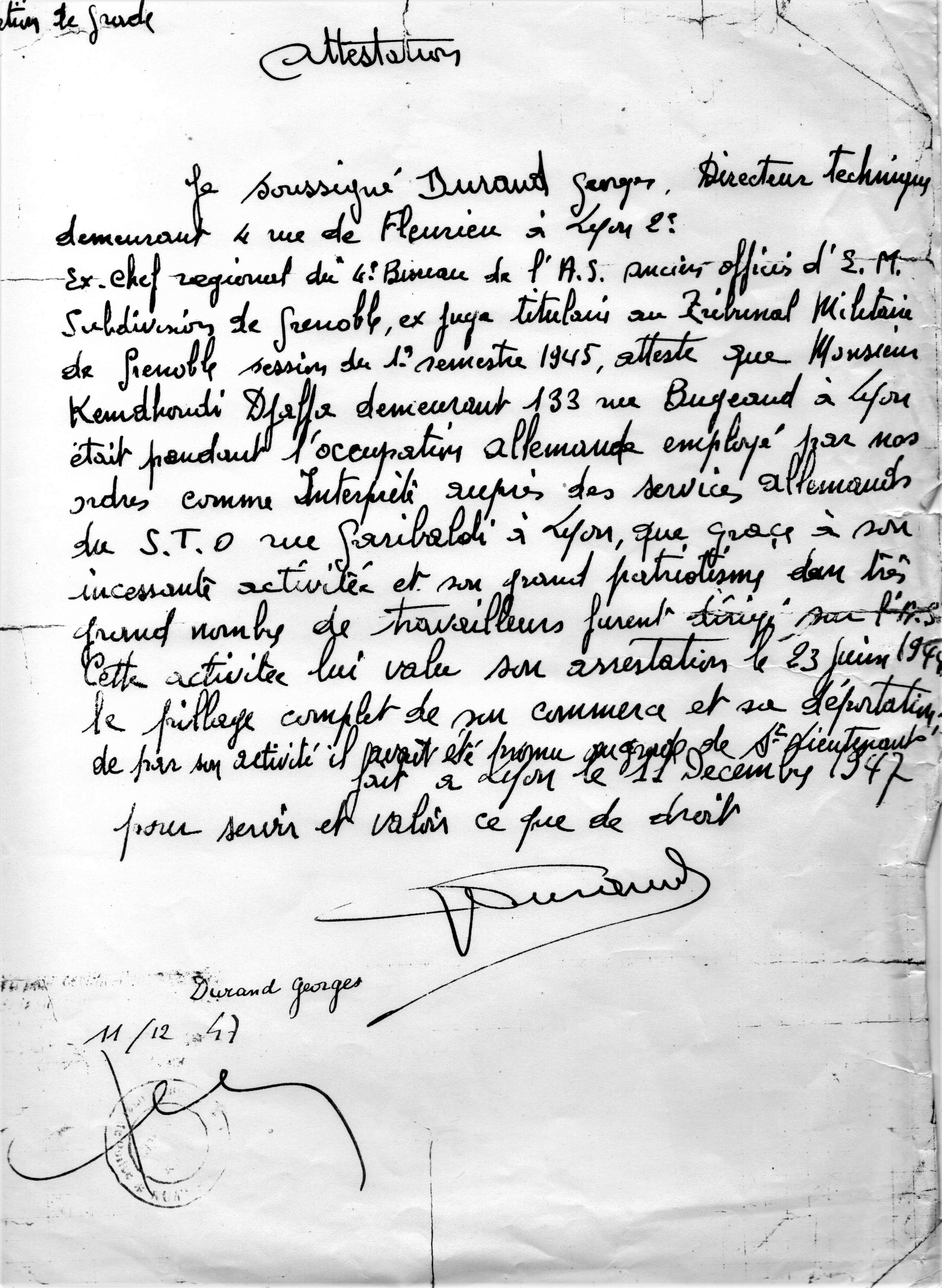
Témoignage de Georges Durand, alias Doris.

Par ailleurs, il vient en aide aux enfants juifs de Saint-Fons et Vénissieux. Il est probable qu'il se soit coordonné avec Bel Hadj El Maafi, l'un des responsables de la résistance algérienne de Lyon, aussi connu pour être intervenu à Saint-Fons en faveur de la communauté juive.
Dénoncé, il est arrêté le 23 juin 1944 à Lyon. Lors de son arrestation, son commerce lyonnais est pillé.
Il est incarcéré à la prison Montluc,, avant d'être déporté au camp de Neuengamme le 31 juillet 1944.
Face à l'avancée des troupes soviétiques, il est déplacé au camp de Malchow puis à Ravensbrück, où l'armée soviétique le libère finalement.

### Vie après la guerre et mort
Il revient en France le 21 mai 1945 mais son passage dans les camps de concentration le rend invalide à 100 pour cent. Il refuse de prendre la parole sur son passage dans la Résistance, préférant conserver cela pour lui sans en parler.

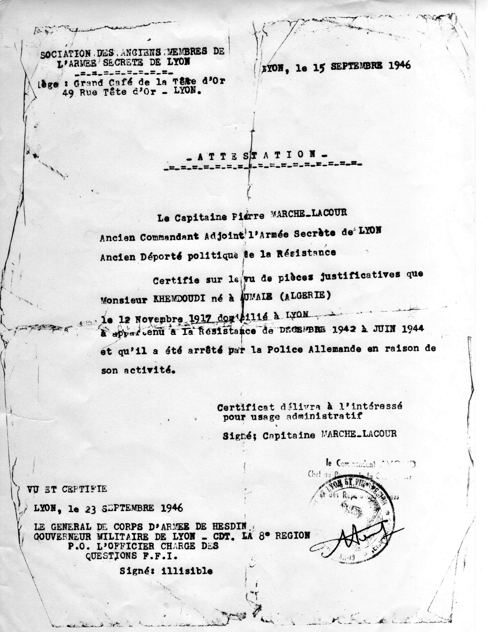
Certificat d'appartenance à la Résistance par Pierre Marche-Lacour

Après la guerre, Djaafar Khemdoudi voit son œuvre dans la Résistance être reconnue par les autorités françaises ; ainsi, Georges Durand, surnommé « Doris » dans la Résistance, témoigne le 11 décembre 1947 qu'il a été infiltré auprès des autorités allemandes sous ordres de la Résistance, que son commerce a été pillé lors de son arrestation, qu'il a obtenu le grade de sous-lieutenant pour ses actions et que « grâce à son incessante activité et son grand patriotisme, un très grand nombre de travailleurs ont été sauvés par l'Armée secrète ».

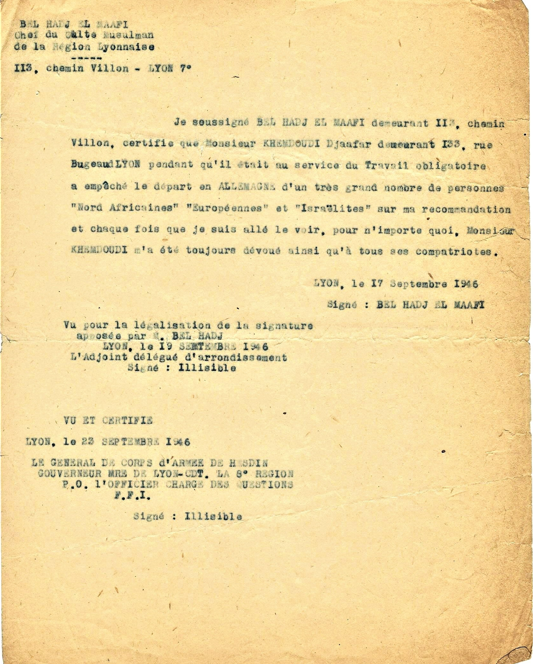
Témoignage de l'imam Bel Hadj El Maafi

Lors d'une lettre au gouverneur militaire de Lyon, Bel Hadj El Maafi, déclare qu'il,:

« a empêché le départ en Allemagne d’un très grand nombre de personnes “nord-africaines”, “européennes” et “israélites" sur ma recommandation et chaque fois que je suis allé le voir, pour n'importe quoi, Monsieur Khemdoudi m'a toujours été dévoué ainsi qu'à tous ses compatriotes. »

Le 23 septembre 1946, le capitaine Pierre Marche-Lacour, résistant, certifie qu'il a bien participé à la Résistance, et qu'il a été déporté pour son activité. Enfin, le 20 octobre 1948, il reçoit son certificat de résistant de la part du lieutenant-colonel Jacques Le Belin de Dionne, résistant. Il est homologué résistant avec la côte GR 16 P 319554. Djaafar Khemdoudi reçoit la Légion d'Honneur, dont il est officier ainsi que la médaille militaire et la médaille de la Résistance.
Il meurt à Lyon le 26 juillet 2011,.

## Postérité
Comme d'autres résistants, principalement d'origine étrangère, il est oublié après la guerre. L'auteur Kamel Mouellef contribue à la mémoire de Djaafar Khemdoudi en publiant des ouvrages à son sujet,. Une plaque en son honneur est apposée dans son ancienne cellule, dans la prison Montluc, mais cela provoque une polémique au sein de l'Association des Résistants de Montluc (ARM), pour qui ses origines algériennes posent problème.
En mars 2023, il figure dans l'exposition « Ces résistants oubliés » à Saint-Chamond,. Les Archives Arolsen, spécialisées dans les persécutions nazies et la Shoah, confirment qu'il a sauvé de nombreux Juifs et réfractaires au STO,.

## Décorations
- Officier de la Légion d'honneur
- Médaille de la Résistance
- Médaille militaire